# Charles François de Virot de Sombreuil
Charles François de Virot, marchese de Sombreuil (scritto anche Viraud o Vireaux) (Ensisheim, 12 gennaio 1725 – Parigi, 17 giugno 1794) è stato un generale francese dell'ancien régime. Divenne maresciallo di campo, eroe della battaglia di Rocoux e governatore de Les Invalides.

## Biografia

### Carriera militare
Fu nominato sottotenente nel régiment de Montmorin il 16 luglio 1735. La messa in servizio e la promozione per acquisto erano una pratica comune nell'esercito reale pre-rivoluzionario. Raggiunse il grado di capitano il 20 maggio 1745 e quello di tenente colonnello del régiment Royal-Corse nel 1758.
Dopo essersi distinto sul campo e aver ricoperto vari comandi di guarnigione in tempo di pace in Francia, fu nominato governatore degli Invalides a Parigi il 16 dicembre 1786. Mentre il suo comando consisteva solo di pensionati veterani non più considerati idonei al servizio militare attivo, era anche responsabile della salvaguardia di grandi scorte di armi immagazzinate nel complesso edilizio.

## Rivoluzione francese
Il 14 luglio 1789, i disordini diffusi a Parigi portarono al sequestro dell'Hotel de Invalides e all'assalto alla Bastiglia. La milizia elettorale appena organizzata aveva chiesto a Sombreuil la consegna dei trentamila moschetti immagazzinati nelle cantine degli Invalides. Il governatore ritardò rispondendo che avrebbe avuto bisogno dell'approvazione di Versailles, mentre ordinava ai suoi pensionati poco entusiasti di iniziare a disabilitare le armi detenute. A differenza del marchese de Launay, il governatore della Bastiglia, aveva successivamente accettato le richieste dei rivoluzionari di cedere la sua guarnigione senza tentare la resistenza armata. Aveva così evitato il destino di de Launay, che era stato sequestrato e ucciso dalla folla.
Fu promosso a tenente generale, in quello che era ancora nominalmente l'esercito reale, il 20 maggio 1791. Partecipò alla difesa del palazzo delle Tuileries il 10 agosto 1792, quando la monarchia fu finalmente rovesciata. Imprigionato nella prigione dell'Abbazia sei giorni dopo, sopravvisse ai massacri di settembre, prima di essere trasferito in altre due prigioni tra il dicembre 1793 e il maggio 1794. Sua figlia Mademoiselle Marie-Maurille de Sombreuil, nata nel 1768, aveva chiesto di essere imprigionata con lui.
Fu infine condannato a morte il 29 pratile del II anno (17 giugno 1794) dal Tribunale rivoluzionario di Parigi sotto Fouquier-Tinville. Le accuse contro di lui includevano la complicità in una rivolta carceraria pianificata e di aver cospirato per assassinare Collot d'Herbois, un rappresentante del popolo.

### Esecuzione
Insieme a suo figlio Stanislas, fu ghigliottinato in Place du Trône Renversé il 17 giugno 1794. A causa dell'accusa d'Herbois, il generale fu obbligato a indossare una camicetta rossa che lo contrassegnava come un aspirante parricida. I corpi dei due Sombreuil sono stati sepolti in una fossa comune, tra le cinquantatré vittime della ghigliottina, in quello che ora è il cimitero di Picpus.

### Destino della famiglia
Il suo figlio più giovane, Charles Eugène Gabriel de Sombreuil, era uno dei comandanti di una forza controrivoluzionaria emigrata che aveva tentato uno sbarco a Quiberon nel 1795. Charles era tra i 750 prigionieri monarchici successivamente giustiziati dal plotone di esecuzione il 28 luglio, agli ordini di Lazare Hoche. Mademoiselle de Sombreuil alla fine si sposò nel 1796 e morì nel maggio 1823.

## Discendenza
- Marie-Maurille, contessa de Villelume
- Stanislas Virot de Sombreuil
- Charles Eugène Gabriel de Sombreuil